# Henri de Bornier

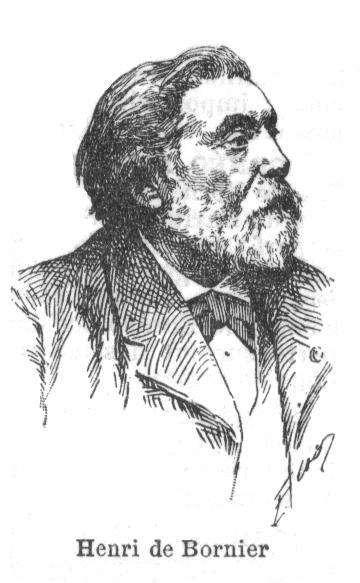
Henri de Bornier (1825–1901); Nouveau Larousse Illustrée; Dictionnaire Universel encyclopédique, veröffentlicht unter der Leitung von fr:Claude Augé, zweiter Band (von Belloc bis Ch), Ausgabe Jahr 1904.

Henri de Bornier (* 25. Dezember 1825 in Lunel; † 28. Januar 1901 in Paris) war ein französischer Schriftsteller und Mitglied der Académie française.

## Leben

### Jugend
Henri de Bornier entstammte mütterlicherseits der alten südfranzösischen Adelsfamilie Rochemore und väterlicherseits einer Familie, die im 16. Jahrhundert geadelt wurde. Er wuchs auf dem Familienbesitz in Lunel (zwischen Nîmes und Montpellier) auf und wurde im kleinen Seminar in Versailles eingeschult. Da er dort unter Heimweh litt, wurde er in das kleine Seminar von Saint-Pons (50 km nordwestlich Béziers) verlegt, wo er sich wohlfühlte und schon früh die ersten literarischen Versuche unternahm. 1844 wurde er zum Jurastudium nach Paris geschickt. Dort schrieb er ein erstes Versdrama, das aber nicht zur Aufführung angenommen wurde, und geriet in eine Krise, die er dank des Zuspruchs einer Tante Rochemore im Schloss Marcilly-sur-Maulne überwinden konnte.

### 30 Jahre Durststrecke
Zurück in Paris publizierte er 1845 einen ersten Gedichtband, kam mit Victor Hugo in Berührung und schrieb das Versdrama Le Mariage de Luther (Luthers Ehe), das aber ebenso wenig zur Aufführung kam. Der Tod des Vaters machte einen neuerlichen Aufenthalt bei seiner Tante notwendig, durch deren Beziehungen er schließlich 1847 eine Stelle als Hilfsbibliothekar der Bibliothèque de l’Arsenal bekam und existentiell abgesichert war. 1851 bekam er eine Angestellten-Planstelle mit Wohnung. 1853 publizierte er das Versdrama Dante et Béatrix, dessen Aufführung von der Zensur verhindert wurde. 1854 wurde im Odéon-Theater sein Gelegenheitsgedicht La Muse de Corneille aufgeführt, das von der Kritik günstig aufgenommen wurde. 1856 wurde er Unter-Bibliothekar an der Bibliothek Sainte-Geneviève, was ihm die Verheiratung ermöglichte, 1860 Unter-Bibliothekar an der Arsenal-Bibliothek. Im gleichen Jahr führte die Comédie-Française sein Gelegenheitsgedicht zum Andenken an Molière auf (Le Quinze Janvier). Bornier gewann mehrere Preise der Académie française, einen für ein Gedicht über die Eröffnung des Suezkanals, für das er sich wissenschaftlich kundig gemacht hatte. Daneben schrieb er Novellen. 1868 erlebte seine Übersetzung des Agamemnon von Seneca 10 Aufführungen.

### Theaterdurchbruch mit „Rolands Tochter“
Der Durchbruch zum Erfolg kam 1875 mit dem Versdrama La Fille de Roland (Rolands Tochter), das Karl den Großen, Roland und den Verräter Ganelon (geschöpft aus dem Rolandslied), aber auch Rolands Tochter Berthe und den Ganelon-Sohn Gerald, in Szene setzte und das der gepeinigten französischen Volksseele (Niederlage von 1870–1871, Verlust Elsass-Lothringens, Pariser Kommune) patriotischen Trost spendete. Das Stück, das bereits in den 1860er Jahren abgelehnt worden war, traf nun (mit einigen Anpassungen) den Nerv der Zeit, war hervorragend besetzt (u. a. mit Sarah Bernhardt) und wurde in der Comédie française 100 mal aufgeführt (und in 7 Sprachen übertragen, einschließlich Deutsch). Im Ausland kam es insgesamt zu 800 Vorstellungen. Bornier war mit einem Schlage berühmt.

### Erfolge. Rückschläge. Romane
1876 arbeitete er mit Paul-Armand Silvestre zusammen Schillers Demetriusfragment zu einem Libretto für die Oper Dimitri von Victorin de Joncières um. 1880 führte das Théâtre de l’Odéon sein Versdrama Les Noces d’Attila (Attilas Hochzeit) auf, das von der Comédie française abgelehnt worden war. Es kam zu 54 Vorstellungen. Bornier wurde zum Leiter (conservateur) der Arsenal-Bibliothek befördert.
Nachdem ihm 1881 die Aufführung eines weiteren Versdramas über den Apostel Paulus (L’Apôtre) verweigert wurde (was im Zusammenhang mit der antiklerikalen Politik der Dritten Republik zu sehen ist), verzichtete er nahezu ein Jahrzehnt lang auf weitere Theatertexte, machte eine Reise, gab seine gesammelten Gedichte heraus und verlegte sich auf das Schreiben von Romanen mehr oder weniger autobiographischen Inhalts, die gut verkauft wurden: La Lizardière (1883), Le Jeu des Vertus. Roman d'un auteur dramatique (1886, auch englisch) und Louise de Vauvert. Le roman du phylloxéra (1890, phylloxéra=Reblaus). 1886 kam es in der Pariser Oper zur Aufführung seiner Übersetzung des Agamemnon-Fragments des Aischylos.

### Aufführungsverbot für „Mohammed“
Auf der Basis umfangreichen fünfjährigen Quellenstudiums legte Bornier 1888 sein Versdrama Mahomet (Mohammed) vor, in dem er den Religionsstifter (im Unterschied zu Voltaire) positiv darstellte, allerdings auch mit dem Bewusstsein versah, dass ihm der Christengott überlegen ist. Am 28. Juni wurde das Stück von der Comédie française zur Aufführung zugelassen. Die Proben hatten bereits begonnen, als die Regierung im Februar 1890 vorläufig und am 22. März desselben Jahres endgültig anordnete, das Stück nicht aufzuführen. Denn inzwischen hatte Sultan Abdülhamid II. über seinen Botschafter in Paris gegen die Aufführung protestiert, die von den Gläubigen der islamischen Religion als verletzend empfunden würde, und die Regierung hatte sich umso schneller gefügt, als sich 1889 Kaiser Wilhelm II. am Bosporus befand und erhebliche wirtschaftliche Interessen auf dem Spiele standen. Immerhin kam es 1896 noch zu einer Bühnenlesung von Fragmenten des Dramas durch den Schauspieler Jean Mounet-Sully.

### Académie française und letzte Stücke
Als Ersatz wurde 1890 noch einmal "Rolands Tochter" auf den Spielplan genommen und erreichte bis Juni 1891 44 Aufführungen. Daraufhin wurde Bornier 1893 auf den Sitz Nr. 31 der Académie française gewählt. 1895–1896 spielte die Comédie française 39 mal sein Stück Le Fils de l‘Arétin ( Aretinos Sohn), das damit endet, dass Pietro Aretino seinen eigenen Sohn ersticht und der ihm dafür dankt. Auch Borniers letztes Stück, France…d’abord (1899), das Blanka von Kastilien, Eleonore von Aquitanien und Ludwig den Heiligen zum Gegenstand hat, war im Odéon-Theater mit 57 Vorstellungen erfolgreich.

### Tod und Würdigung
Bornier starb 1901 im Alter von 75 Jahren. Der Minister Georges Leygues sagte bei dessen Totenfeier, Bornier habe – nach Victor Hugo – die schönsten Tragödien des modernen Theaters geschrieben. 1913 kam es zu einer Gesamtausgabe seiner wichtigsten Werke in einem Band.
1912 wurde ihm in Lunel ein Standbild errichtet; dort sowie in Paris und Montpellier sind Straßen nach ihm benannt. Dennoch ist Bornier heute meist vergessen; die gängigen Literaturgeschichten kennen ihn nicht.

## Werke

### Romane
- La Lizardière. Roman. 1883.
- Le jeu des vertus. Roman d'un auteur dramatique. Dentu, Paris 1886, 1892.
  - (englisch) The Romance of a Playwright. New York 1998. Norderstedt 2017.
- Louise de Vauvert. Le roman du phylloxéra. Dentu, Paris 1890.

### Gedichte
- Premières feuilles. Desloges, Paris 1845.
- Poésies complètes. Dentu, Paris 1881, 1888, 1894.

### Theater
- Dante et Béatrix. Drame en cinq actes et en vers. Lévy, Paris 1853, 1862.
- (Übersetzer) Agamemnon. Tragédie en 5 actes, imitée de Sénèque. Lévy, Paris 1868.
- La fille de Roland. Drame en 4 actes. Comédie-Française, 15. Februar 1875. Dentu, Paris 1875. (Sarah Bernhardt = Berthe, Mounet-Sully = Gérald, Maubant = Charlemagne)
  - (dänisch) Kopenhagen 1876.
  - (schwedisch) Stockholm 1876.
  - (polnisch) 1876.
  - (niederländisch) De dochter van Roelant. Amsterdam 1877.
  - (deutsch) Die Tochter Rolands. Köln 1878. Bonn 1880. Reclam, Leipzig 1880.
  - (arabisch) Beirut 1912.
  - (italienisch) Mailand 1965.
- (Librettist mit Paul-Armand Silvestre) Dimitri. 1876. Oper von Victorin de Joncières.
- Les noces d’Attila. Dentu, Paris 1880.
  - (italienisch) Mailand 1880.
- L’Apôtre. Dentu, Paris 1881.
- Mahomet. Drame en cinq actes, en vers, dont un prologue. Dentu, Paris 1890.
  - (italienisch) Palermo 1990.
- Le fils de l’Arétin. Dentu, Paris 1895. (Mounet-Sully = L'Arétin, Le Bargy = Orfinio, Suzanne Reichenberg = Stellina).
- France…d'abord! Drame en quatre actes en vers. Fayard, Paris 1900.
- Œuvres choisies. Grasset, Paris 1913.